# Giacomo Filippo Maraldi
Giacomo Filippo Maraldi (* 21. August 1665 in Perinaldo; † 1. Dezember 1729; auch Jacques Philippe Maraldi und Jacopo Filippo Maraldi) war ein französisch-italienischer Astronom und Mathematiker.  Er war der Neffe von Giovanni Domenico Cassini und der Onkel von Jean-Dominique Maraldi (Maraldi II).
Die meiste Zeit seines Lebens arbeitete er am Pariser Observatorium (1687–1718). Seit 1702 war er Mitglied der Akademie der Wissenschaften in Paris.
Von 1700 bis 1718 arbeitete er an einem Katalog von Fixsternen.
Von 1672 bis 1719 untersuchte er intensiv den Mars. Er entdeckte 1704 die Nordpolarkappe des Mars. Die Südpolarkappe hatte 1672 Christiaan Huygens entdeckt. Er konnte die Rotationsperiode des Mars zu 24 h 39 min bestimmen.
Außerdem entdeckte er R Hydrae, einen veränderlichen Stern. Er erkannte, dass die bei totalen Sonnenfinsternissen sichtbare Korona zur Sonne gehört.
Von 1700 bis 1718 nahm er an der französischen Gradmessung teil.
1710 entdeckte er, dass die rautenförmigen Platten der Bienenwaben immer dieselben Winkel zeigen, nämlich 109° 28' für den stumpfen und 70° 32' für den spitzen Winkel.
1723 beobachtete er – wie schon acht Jahre zuvor Joseph-Nicolas Delisle – einen wellenoptischen Effekt, der aber weitgehend in Vergessenheit geriet und erst knapp einhundert Jahre später an der französischen Académie des sciences von Augustin-Jean Fresnel theoretisch erklärbar gemacht, von Siméon Denis Poisson festgestellt, von François Arago erneut nachgewiesen wurde und heute meist als Poisson-Fleck bezeichnet wird.
Seit 1699 war er Mitglied der Académie des sciences. Nach ihm sind der Mons Maraldi und der Krater Maraldi auf dem Erdmond benannt, ebenso ein Marskrater.